# Viksjön (Viksjö socken, Ångermanland)
Viksjön är en sjö i Härnösands kommun i Ångermanland och ingår i Indalsälvens huvudavrinningsområde. Sjön har en area på 0,436 kvadratkilometer och ligger 120 meter över havet. Sjön avvattnas av vattendraget Viksjöån.

## Delavrinningsområde
Viksjön ingår i det delavrinningsområde (696622-158279) som SMHI kallar för Utloppet av Viksjön. Medelhöjden är 217 meter över havet och ytan är 4,23 kvadratkilometer. Räknas de 8 avrinningsområdena uppströms in blir den ackumulerade arean 54,72 kvadratkilometer. Viksjöån som avvattnar avrinningsområdet har biflödesordning 4, vilket innebär att vattnet flödar genom totalt 4 vattendrag innan det når havet efter 45 kilometer. Avrinningsområdet består mestadels av skog (71 procent) och öppen mark (11 procent). Avrinningsområdet har 0,43 kvadratkilometer vattenytor vilket ger det en sjöprocent på 10,3 procent.